# Agave parrasana
Agave parrasana ist eine Pflanzenart aus der Gattung der Agaven (Agave). Ein englischer Trivialname ist „Parrasana Agave“.

## Beschreibung
Agave parrasana wächst solitär und bildet kompakte Rosetten mit einem Durchmesser von 30 bis 50 cm. Die hellgrau bis bläulichen, ovalen, kurz zugespitzten, steifen Blätter sind 20 bis 30 cm lang und 10 bis 12 cm breit. Die Blattränder sind unregelmäßig gezahnt. Der dunkelbraune bis graue Enddorn wird bis 2 bis 4 cm lang.
Der rispige, gerade Blütenstand ist von sukkulenten, purpurfarbenen Brakteen umhüllt und wird 3 bis 4 m hoch. Die roten bis purpurfarbenen, gelben Blüten erscheinen am oberen Teil des Blütenstandes an locker angeordneten, variablen, Verzweigungen und sind 50 bis 60 mm lang. Die zylindrische Blütenröhre ist 10 bis 15 mm lang.
Die Blütezeit reicht von August bis Oktober.

## Systematik und Verbreitung
Agave parrasana wächst in Mexiko im Bundesstaat Coahuila an Kalksteinhängen und in Waldland in 1400 bis 2500 m Höhe. Sie ist vergesellschaftet mit Agave gentryi, Yucca carnerosana und Dasylirion-Arten.
Die Erstbeschreibung durch Alwin Berger ist 1906 veröffentlicht worden. Ein Synonym ist Agave wislizeni subsp. parrasana Gentry (1975).
Agave parrasana ist ein Vertreter der Gruppe Parryanae und wächst begrenzt, weit verstreut auf Kalksteinhängen im Südosten von Coahuila in unwirtlichen Gebieten der Sierra de Parras, Sierra Paila, Sierra San Marcos, Sierra Gavia und Sierra Maderos. Typisch sind die kompakten Rosetten mit den kurz zugespitzten Blätter. Einmalig sind die sukkulenten, großen Brakteen, der Parryanae-Vertreter, welche die Blüten vor der Winterkälte schützen. Agave parrasana ist nahe verwandt mit Agave montana und Agave gentryi, jedoch sind Unterschiede in Größe, Form, Blatt- und Blütenstruktur erkennbar.
Agave parrasana kann bei trockenem Stand kurze Frostperioden bis minus 15 °C überstehen.

## Nachweise
- August J. Breitung: Agave parrasana. In: The Agaves. The Cactus & Succulent Journal Yearbook, 1968, S. 78–79.
- Howard Scott Gentry: Agave parrasana. In: Agaves of Continental North America. The University of Arizona Press, 1982, S. 537–538.
- J. Thiede: Agavaceae. In: Urs Eggli (Hrsg.): Sukkulenten-Lexikon. Einkeimblättrige Pflanzen (Monocotyledonen). Eugen Ulmer, Stuttgart 2001, ISBN 3-8001-3662-7, S. 52.
- Bernd Ullrich: Agave parrasana. In: Kakteen und andere Sukkulenten. Band 43, Nummer 5, 1992, Karteikarte 15.